# Christ-König-Kirche (Mannheim)

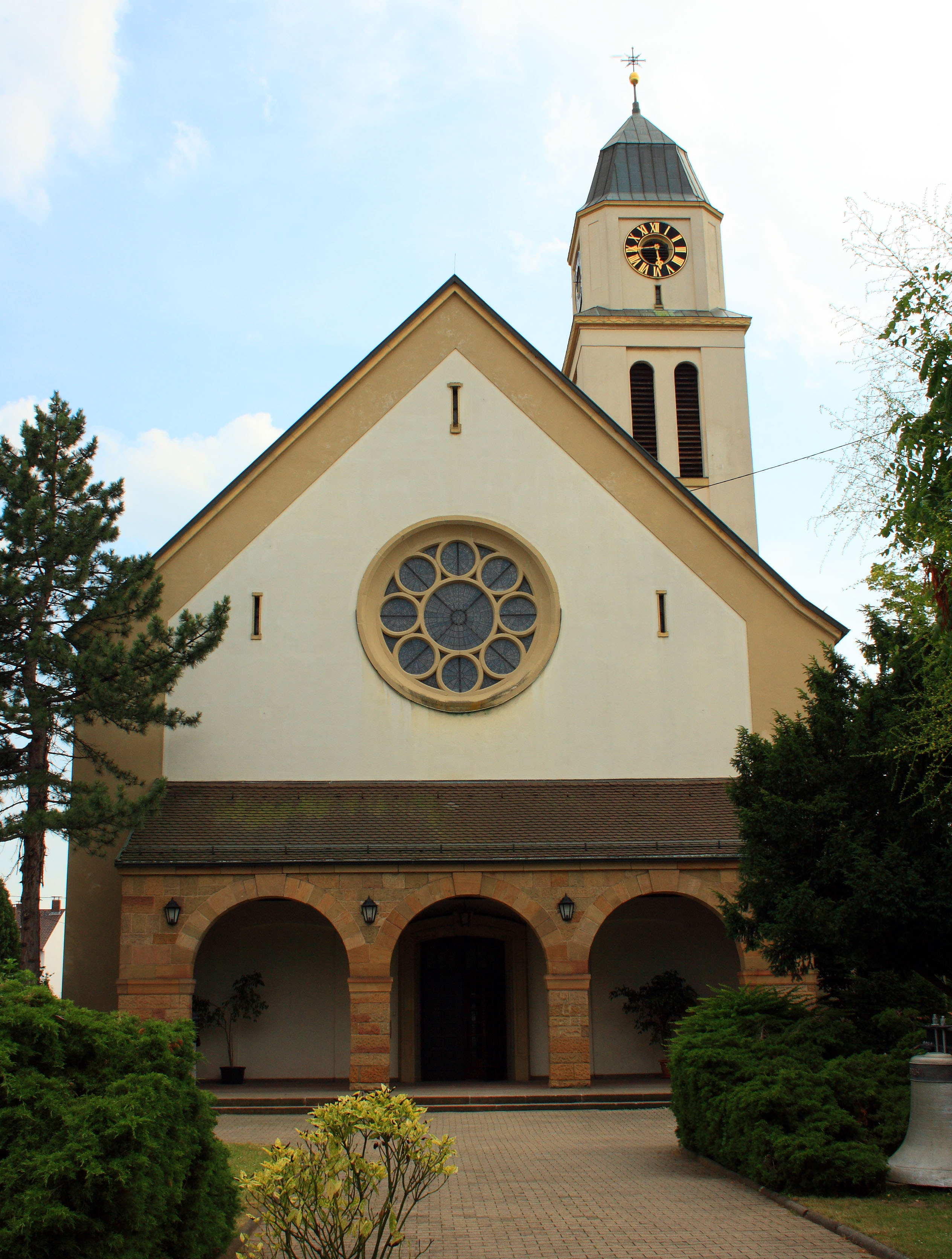
Christ-König-Kirche

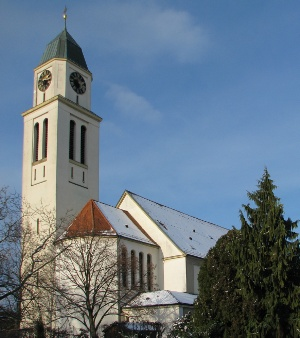
Ansicht von Südosten

Die Christ-König-Kirche ist eine katholische Kirche im Mannheimer Stadtteil Wallstadt. Sie wurde zwischen 1911 und 1914 nach den Plänen von Ludwig Maier errichtet.

## Geschichte
Das Dorf Wallstadt wurde erstmals im Jahr 766 im Lorscher Codex genannt.  Bereits 788 erwähnte eine Schenkungsurkunde eine dem Heiligen Sulpicius geweihte Kirche. Im Wormser Synodale von 1496, einem Visitationsprotokoll der Pfarrgemeinden des Bistums Worms, wurde die nun unter dem Patronat des Petrus stehende Kirche beschrieben. Nach der Einführung der Reformation 1556 unterlag Wallstadt wie die gesamte Kurpfalz mehrfachen Religionswechseln und im Dreißigjährigen Krieg wurden die Kirche und das Dorf zerstört. Lediglich der Turm und die Umfassungsmauern blieben erhalten, verfielen aber in der Folgezeit weiter. Anders als in den umliegenden Orten, waren die neuen Siedler in Wallstatt mehrheitlich katholisch, so dass sie bereits 1671 die Mehrheit stellten. Die Kirchenruine allerdings fiel bei der Pfälzischen Kirchenteilung 1705 den Reformierten zu, so dass die Katholiken eine kleine Kapelle in Wallstadt erbauten. Betreut wurden sie vom Feudenheimer Pfarrer von St. Peter und Paul.
Unter Kurfürst Carl Theodor erhielten sie die Erlaubnis zur Kollekte für einen Neubau. Die dem Heiligen Oswald geweihte Kirche wurde vielleicht 1767 konsekriert. Bereits 1800 und nochmal 1848 gab es Pläne zur Erweiterung der Kirche, die aber nicht verwirklicht wurden. Zur Jahrhundertwende stieg die Zahl der Katholiken so stark an, dass 1904 eine Pfarrkuratie eingerichtet und 1911 mit dem Bau einer neuen Kirche begonnen wurde. Die Herz-Jesu-Kirche wurde am 16. Mai 1914 vom Freiburger Erzbischof Thomas Nörber geweiht. Im Zweiten Weltkrieg wurde die Kirche schwer beschädigt und anschließend unter der Leitung von Alfred Schmidt bis 1950 in veränderter Form wiederaufgebaut. Im Jahr darauf änderte Erzbischof Wendelin Rauch das Patronat auf Christkönig, um die durch die Eingemeindung Wallstadts zu Mannheim entstandene Namenskollision mit der Herz-Jesu-Kirche in der Neckarstadt aufzulösen. 

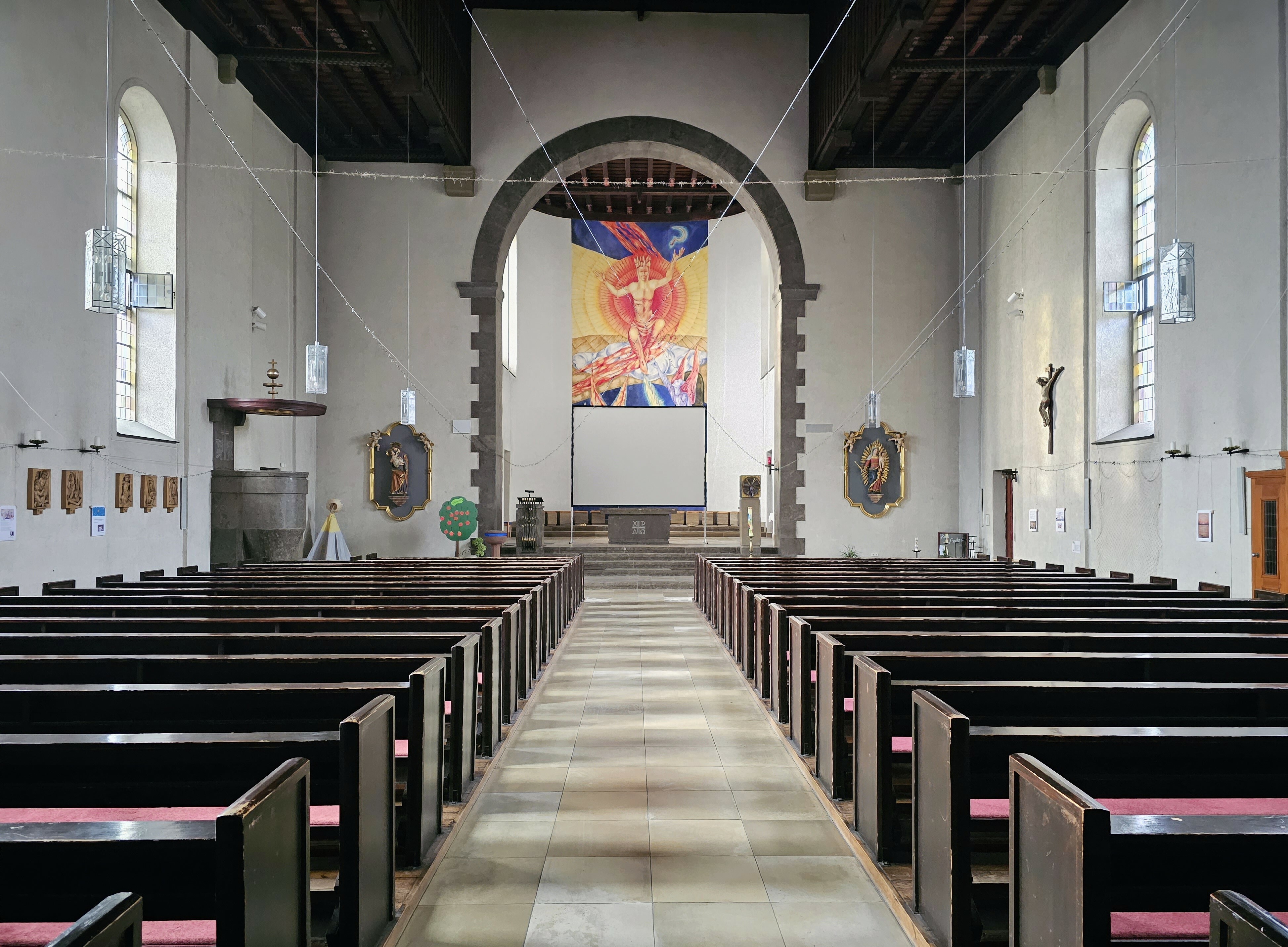
Innenraum (2023)

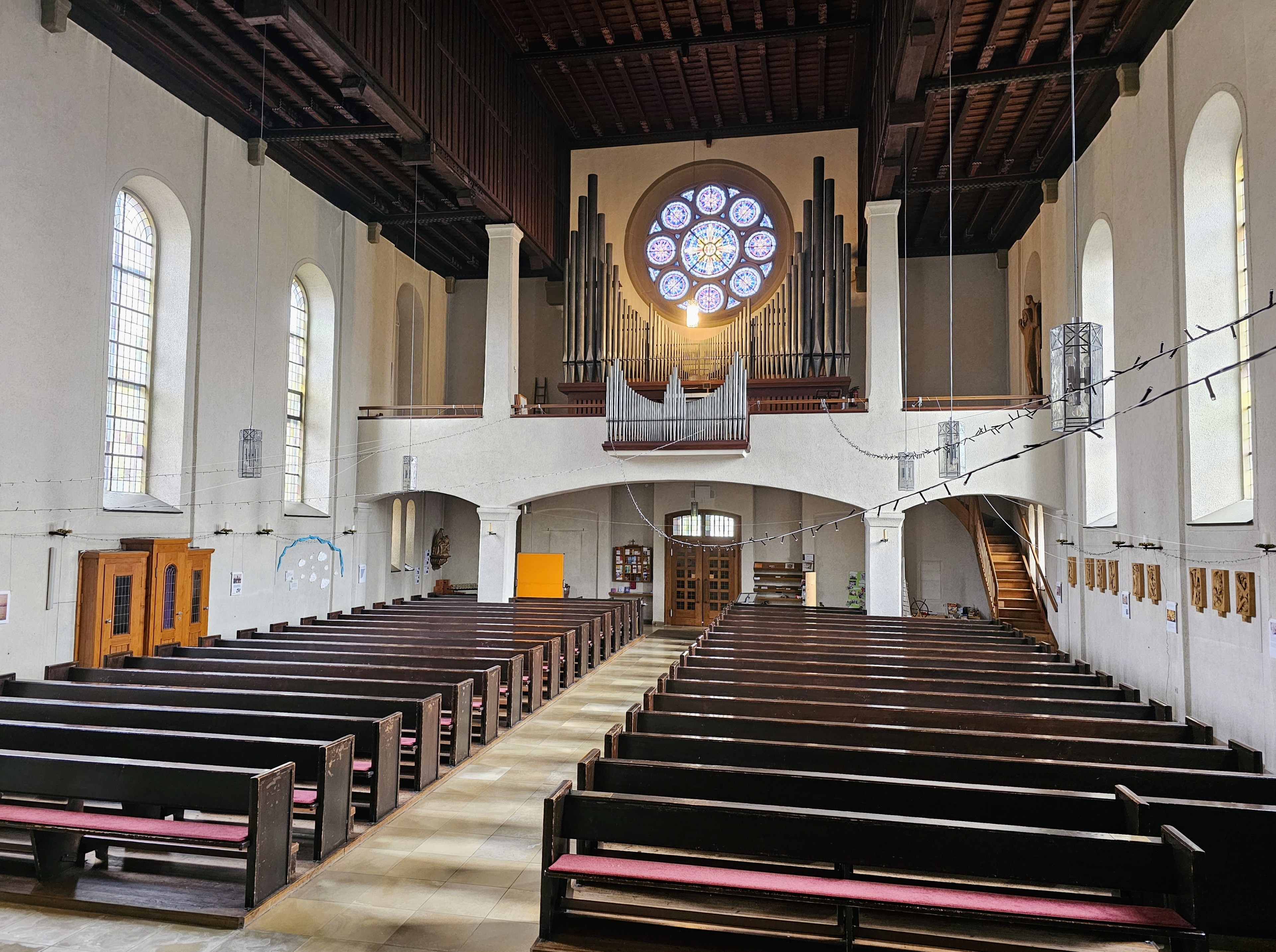
Blick zur Orgel

1955 wurde in Wallstadt eine selbständige Pfarrei eingerichtet. 2005 schlossen sich die Christ-König-Gemeinde, die Feudenheimer St.-Peter-und-Paul-Gemeinde und die Ilvesheimer St.-Peter-Gemeinde zur Seelsorgeeinheit Mannheim-Ost zusammen.
Seit dem 1. Januar 2015 gehört Christ-König zusammen mit den Pfarreien der bisherigen Seelsorgeeinheit Käfertal-Vogelstang (St. Laurentius, St. Hildgard und Zwölf Apostel) zur neuen Seelsorgeeinheit „Maria Magdalena“ im Stadtdekanat Mannheim der Erzdiözese Freiburg.

## Beschreibung
Die Christ-König-Kirche befindet sich im Zentrum Wallstadts etwas zurückgesetzt von der Straße. Als Spätwerk des Architekten Ludwig Maier war sie ursprünglich im Jugendstil errichtet worden, wovon heute noch der Turm zeugt. Die Eingangsfassade mit der Vorhalle allerdings wurde nach dem Zweiten Weltkrieg nicht wieder in den ursprünglichen Zustand versetzt. Mit den Rundbögen und dem großen Maßwerkfenster hat sie nun neuromanische Anklänge. Die einschiffige Hallenkirche ist 31 Meter lang, 15 Meter breit und 10 Meter hoch. Das Christ-König-Gemälde malte Pfarrer Udo Körner. 

## Orgel
Die Steinmeyer-Orgel mit 2.032 Pfeifen stammt aus dem Jahr 1952. Sie wurde 2010 von Gerhard und Markus Lenter restauriert und hat 27 Register auf zwei Manualen und Pedal.

## Glocken
Der Glockenturm an der Flanke des eingezogenen Chors enthält ein vierstimmiges Geläut aus Bronze, das 2003 von der Glockengießerei Bachert gegossen wurde.
| Glocke | Name            | Durchmesser | Gewicht | Schlagton |
| ------ | --------------- | ----------- | ------- | --------- |
| 1      | Christ-König    | 1300 mm     | 1366 kg | d’+1      |
| 2      | Maria Magdalena | 1230 mm     | 1066 kg | e’+2      |
| 3      | Edith Stein     | 1110 mm     | 0767 kg | fis’-1    |
| 4      | Oswald          | 0924 mm     | 0482 kg | a’+4      |

Über der Glockenstube mit je zwei schmalen hohen Schallöffnungen auf jeder Seite verjüngt sich der Turm. Dort befinden sich auf allen vier Seiten unter der Turmhaube Zifferblätter der Turmuhr, in deren Uhrschlag alle vier Glocken einbezogen sind.
Das bestehende Geläut ersetzt vier Eisenglocken aus dem Jahr 1922. Die zweitgrößte Glocke aus dem alten Geläut mit der Inschrift „die Lebenden ruf ich zur Andacht herzu“ befindet sich heute auf dem Rasen vor der Christ-König-Kirche, die drittgrößte wurde 2006 bei der alten Mutterkirche St. Peter und Paul in Feudenheim aufgestellt.